# Velocitat de detonació
La velocitat de detonació, també coneguda com a velocitat explosiva, és la velocitat a la qual el front d'ona de xoc viatja a través d'un explosiu detonat. Les velocitats de detonació són sempre més ràpides que la velocitat local del so en el material.
Si l'explosiu està confinat abans de la detonació, com en un projectil d'artilleria, la força produïda se centra en una àrea molt més petita, i la pressió s'intensifica massivament. Això es tradueix en una velocitat explosiva que és més gran que si l'explosiu havia estat detonat a cel obert. Les velocitats no confinades són sovint aproximadament d'un 70 a un 80 per cent de les velocitats confinades.
La velocitat explosiva augmenta amb menor grandària de partícula (és a dir, un augment de la densitat espacial), l'augment de diàmetre de càrrega, i l'augment del confinament (és a dir, una pressió més alta).
Les velocitats de detonació típics en els gasos van des dels 1.800 m/s a 3000 m/s. Les velocitats típiques en els explosius sòlids sovint van més enllà dels 4.000 m/s a 10.300 m/s.